# Brněnský drak

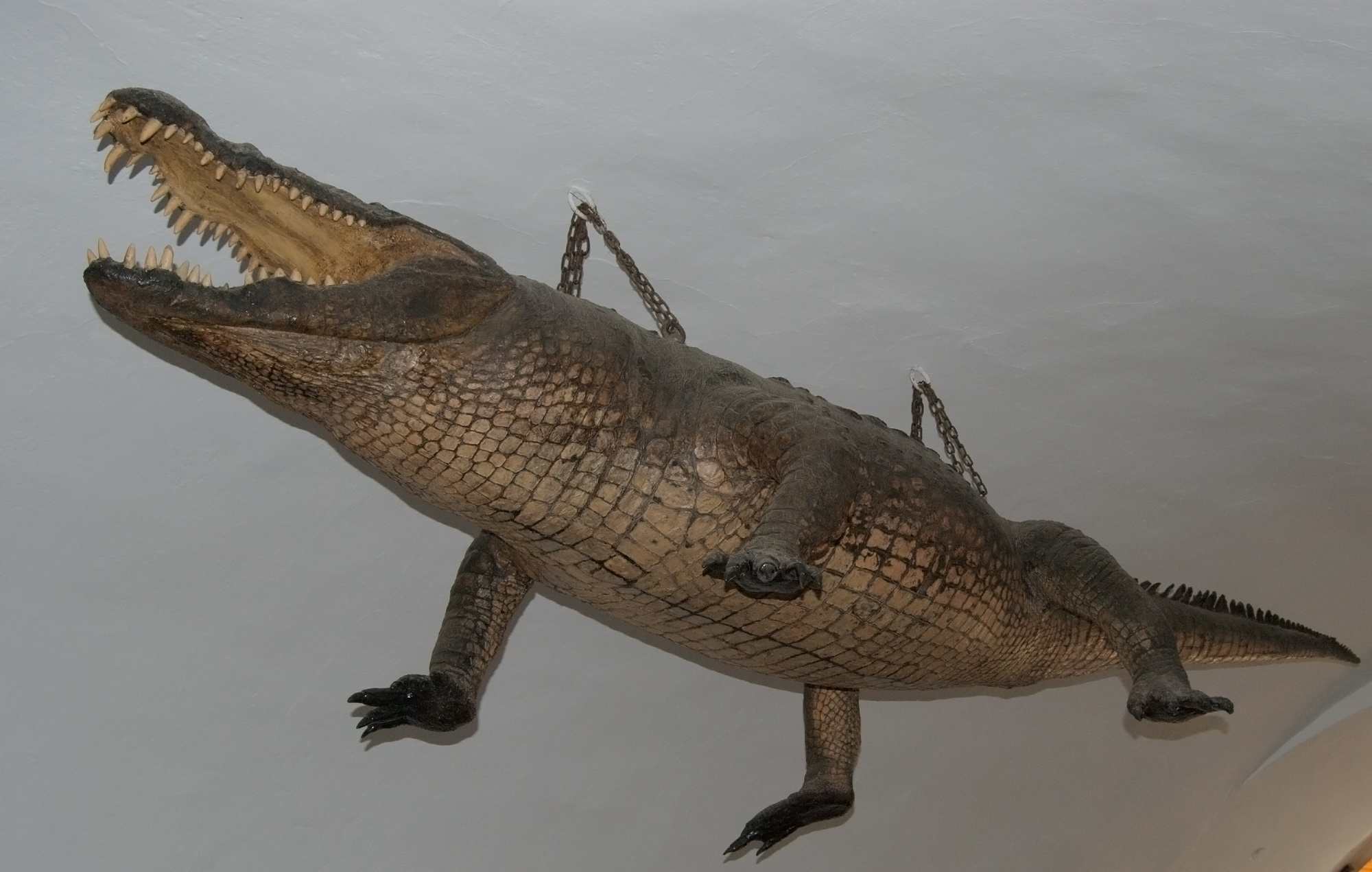
Brněnský drak v průjezdu Staré radnice

Brněnský drak je vycpaný krokodýl zavěšený u stropu průjezdu Staré radnice v Brně.

## Původ
Původ Brněnského draka není věrohodně doložen. Mezi obyvateli Brna o něm již po staletí koluje řada pověstí. Podle jedněch byl krokodýl do Brna dovezen již vycpaný, podle jiných žil původně v jeskyni u řeky Svratky.
Nejčastěji se traduje, že krokodýla daroval Brnu markrabě Matyáš roku 1608. Zpráva o tom byla uložena do báně radniční věže roku 1749. Drak však musel být v Brně již před rokem 1608, protože podle účtů z brněnského archivu byl restaurován a odčervován již v letech 1578, 1579. Sama Stará radnice, v jejímž průjezdu je krokodýl zavěšen, však na vstupenkách do věže uvádí, že krokodýl byl darem tureckých poslů králi Matyášovi II. roku 1609.
Říká se také, že draka přivezli do Brna rytíři z křížových výprav.[zdroj?]

### Trutnovská pověst
Podle jiné pověsti narazili lidé na draka ve skalách při budování města Trutnova. Draka ulovili, zabili a vycpaného uložili na trutnovském hradu. To se mělo odehrát již kolem roku 1006. Trutnovští jej pak věnovali roku 1024 na sněmu v Brně knížeti a dostali za to právo mít pečeť s obrazem draka.

## Názvy jiných objektů
- Vlakový expres Brno-Praha
- Časopis-občasník vydávaný v Brně
- Motocyklová soutěž na Masarykově okruhu
- Bowlingová soutěž
- Sportovní tým amerického fotbalu Brno Alligators
- Sportovní baseballový klub Draci Brno
- Plavecké závody Cena Brněnského draka
- Druh masitého jídla (nejde o Brněnského brabce)
- Veřejná soutěž stavitelů plastikových modelů v Brně
- Druh piva z pivovaru Starobrno
- Týmový orientační běh po brněnských pohostinstvích
- Jedlý suvenýr-cukrovinka zpodobnění krokodýla
- Přezdívka pro typ tramvaje (EVO2) v Brně.